# Zaratornis
Zaratornis is een geslacht van zangvogels uit de familie cotinga's (Cotingidae). Het geslacht telt één soort.

## Soorten
- Zaratornis stresemanni – Witwangcotinga